# Alessandra Anglesio
Alessandra Anglesio (ur. 4 kwietnia 1962 w Turynie) – włoska szpadzistka, trzykrotna medalistka mistrzostw świata. 
Podczas mistrzostw świata w Orleanie w 1988 roku Włoszki w składzie: Saba Amendolara, Alessandra Anglesio, Cecilia Salvioli, Elisa Uga i Nathalie Vezzali zdobyły brązowy medal w zawodach drużynowych. W konkurencji tej Włoszki z Anglesio w składzie zdobyły następnie srebrny medal na mistrzostwach świata w Denver (1989) oraz brązowy na mistrzostwach świata w Lyonie (1990). Indywidualnie była między innymi ósma na MŚ 1990.
Nigdy nie wzięła udziału w igrzyskach olimpijskich.